# アイ・ウォント・ユー・バック (バナナラマの曲)
「アイ・ウォント・ユー・バック」(I Want You Back)は、1988年にリリースされたバナナラマの楽曲。

## 概要
4枚目のスタジオ・アルバム『WOW!』から4枚目のシングルとして発売された。
当初は「Reason for Living」というタイトルであり、コーラス部分が現在のものとは異なっていたが、その出来栄えに不満を覚えたメンバーによって書き換えられ出来上がったのが本楽曲である。元のバージョンは2013年に発売された『WOW!』のデラックス・エディションに収録されている。
アルバム・ヴァージョンにはシヴォーン・ファーイが参加しているが、シングル発売前に脱退したため、改めてシングル・バージョンが制作された。このシングルからジャッキー・オサリヴァンが新たに加入した。

## 収録曲
3" シングル
1. アイ・ウォント・ユー・バック - 3:46
2. バッド・フォー・ミー - 3:37

## チャート
| チャート (1988年)                             | 最高位 |
| --------------------------------------------- | ------ |
| オーストラリア (ARIA)                         | 3      |
| ベルギー (Ultratop 50 Flanders)               | 40     |
| ヨーロッパ (Eurochart Hot 100 Singles)        | 17     |
| ヨーロッパ (European Airplay Top 50)          | 8      |
| フィンランド (スオメン・ヴィラリネン・リスタ) | 16     |
| アイルランド (IRMA)                           | 3      |
| オランダ (ネーダラントス・トップ40)           | 9      |
| オランダ (Single Top 100)                     | 49     |
| ニュージーランド (Recorded Music NZ)          | 10     |
| スペイン (AFYVE)                              | 6      |
| スイス (Schweizer Hitparade)                  | 23     |
| UK シングルス (OCC)                           | 5      |
| UK ダンス (Music Week)                        | 8      |
| 西ドイツ (GfK Entertainment charts)           | 29     |

| チャート (1988年)     | 順位 |
| --------------------- | ---- |
| オーストラリア (ARIA) | 34   |
| イギリス (Gallup)     | 63   |